# El gran ganivet
El gran ganivet (títol original en anglès: The Big Knife) és una pel·lícula estatunidenca dirigida per Robert Aldrich, estrenada el 1955. Ha estat doblada al català.

## Argument[2]
Charlie Castle, un actor de Hollywood molt autoexigent, no està satisfet amb les seves darreres actuacions. I promet a la seva dona no treballar més amb el seu productor Stanley Hoff, que li fa una temptadora oferta que ell considera que faria mal a la seva reputació. Castle vol ser lliure de l'estudi en la seva vida i carrera, i rebutja l'oferta, però el productor li fa xantatge, ja que Charlie té, en efecte, un passat tèrbol que la seva dona ignora...

## Repartiment
- Jack Palance: Charles Castle
- Ida Lupino: Marion Castle
- Wendell Corey: Smiley Coy
- Jean Hagen: Connie Bliss
- Rod Steiger: Stanley Shriner Hoff
- Shelley Winters: Dixie Evans
- Ilka Chase: Patty Benedict
- Everett Sloane: Nat Danziger
- Wesley Addy: Horatio "Hank" Teagle
- Paul Langton: Buddy Bliss
- Nick Dennis: Mickey Feeney
- Bill Walker: Russell
- Michael Winkelman: Billy Castle
- Richard Boone: veu

## Crítica
- Aquesta pel·lícula pesada, i llarga, excessiva, de vegades avorrida i irritant, constitueix un document d'un interès excepcional (...). En aquest document, espanta sobretot el que hi pot haver de desconcert, d'opressió i de desesperació en la vida de Hollywood, i hagués guanyat en eficàcia demostrativa si hagués buscat menys demostrar-ho precisament, si hagués estat més sobri i més estricte (...).[3]
- En poques paraules, la història d'aquest productor amo que manté sota el seu jou els actors estrella és absurda. Però està meravellosament explicada, tenint en compte els mitjans encara inigualables dels que disposa Hollywood... i Robert Aldrich agafa el relleu d'Orson Welles amb molt de talent.[4]

## Al voltant de la pel·lícula
- Robert Aldrich resumeix així la seva pel·lícula:

| « | El meu productor és una síntesi de Louis B. Mayer, Jack Warner i Harry Cohn. L'argument s'aplica a qualsevol mitjà, A les arts o als negocis, arreu on la llibertat natural de l'home, la seva possibilitat d'expressar-se, són travades per dirigents sense valors i tirànics. Però la pel·lícula és dirigida contra certs mals típicament hollywoodiencs. | » |

## Premis i nominacions
Premis
- 1955: Lleó d'Argent al millor director per a Robert Aldrich.

Nominacions
- 1955: Lleó d'Or.